# Haus des ersten einheimischen Verwalters
Das Haus des ersten einheimischen Verwalters (englisch House of the first Native Commissioner of Kavango) ist ein historisches Verwaltungsgebäude  in der namibischen Stadt Rundu im Norden des Landes. 
Es ist seit dem 1. Dezember 2011 ein Nationales Denkmal Namibias.
Das Gebäude besteht aus zwei Zimmern, die als Büros zur Rekrutierung von Wanderarbeitern für Bergwerke in der Südafrikanischen Republik genutzt wurden. Zudem diente es als Sitz des ersten einheimischen Verwalters der Kavango und dann als Grenzübergang zwischen den traditionellen Verwaltungen der Mbunza und Sambyu.
In moderner Zeit diente es als Sitz des Rundu-Freizeitclubs (afrikaans Rundu Ontspannings Klub).